# Новая Зеландия на зимних Олимпийских играх 1988
Новая Зеландия принимала участие в Зимних Олимпийских играх 1988 года в Калгари (Канада) в восьмой раз за свою историю, но не завоевала ни одной медали. Сборную страны представляли 7 мужчин и 2 женщины, участвовавшие в соревнованиях по бобслею, горнолыжному спорту и лыжным гонкам.

## Бобслей
Спортсменов - 5
| Спортсмены                                        | Вид      | 1 заезд   | 1 заезд | 2 заезд   | 2 заезд | 3 заезд   | 3 заезд | 4 заезд   | 4 заезд | Всего   | Место |
| Спортсмены                                        | Вид      | Результат | Место   | Результат | Место   | Результат | Место   | Результат | Место   | Всего   | Место |
| ------------------------------------------------- | -------- | --------- | ------- | --------- | ------- | --------- | ------- | --------- | ------- | ------- | ----- |
| Лекс Петерсон Питер Хенри                         | Двойки   | 58,65     | 20      | 1.00,87   | 29      | 1.01,25   | 22      | 1.00,27   | 21      | 4.01,04 | 20    |
| Оуэн Пинелл Блэйр Тэлфорд                         | Двойки   | 1.00,37   | 35      | 1.00,95   | 32      | 1.01,62   | 26      | 1.01,22   | 29      | 4.04,16 | 31    |
| Лекс Петерсон Блэйр Тэлфорд Рис Дейкр Питер Хенри | Четвёрки | 57,98     | 23      | 58,42     | 18      | 57,30     | 17      | 58,67     | 23      | 3.52,37 | 21    |

## Горнолыжный спорт
Спортсменов - 3
Мужчины
| Спортсмен        | Вид               | 1 попытка      | 2 попытка      | Всего          | Место |
| ---------------- | ----------------- | -------------- | -------------- | -------------- | ----- |
| Саймон Ви Рутене | Слалом            | 55,80          | 51,58          | 1.47,38        | 17    |
| Саймон Ви Рутене | Гигантский слалом | Не финишировал | Не прошёл      | -              | -     |
| Саймон Ви Рутене | Супергигант       |                |                | Не финишировал | -     |
| Саймон Ви Рутене | Комбинация        | Не финишировал | Не прошёл      | -              | -     |
| Маттиас Хубрич   | Слалом            | 58,16          | 54,08          | 1.52,24        | 22    |
| Маттиас Хубрич   | Гигантский слалом | 1.12,25        | Не финишировал | -              | -     |
| Маттиас Хубрич   | Супергигант       |                |                | 1.45,46        | 24    |

Женщины
| Спортсмен    | Вид               | 1 попытка | 2 попытка       | Всего   | Место |
| ------------ | ----------------- | --------- | --------------- | ------- | ----- |
| Кейт Рэттрей | Слалом            | 56,79     | 56,15           | 1.52,94 | 21    |
| Кейт Рэттрей | Гигантский слалом | 1.04,10   | Не финишировала | -       | -     |
| Кейт Рэттрей | Суперигант        |           |                 | 1.23,48 | 28    |

## Лыжные гонки
Спортсменов - 1
Женщины
| Спортсмен      | Вид                    | Результат | Место |
| -------------- | ---------------------- | --------- | ----- |
| Мадонна Харрис | 20 км свободным стилем | 1:03.09,6 | 40    |